# 多聞通
多聞通（たもんどおり）は兵庫県神戸市中央区の町名。郵便番号は650-0015。

## 地理

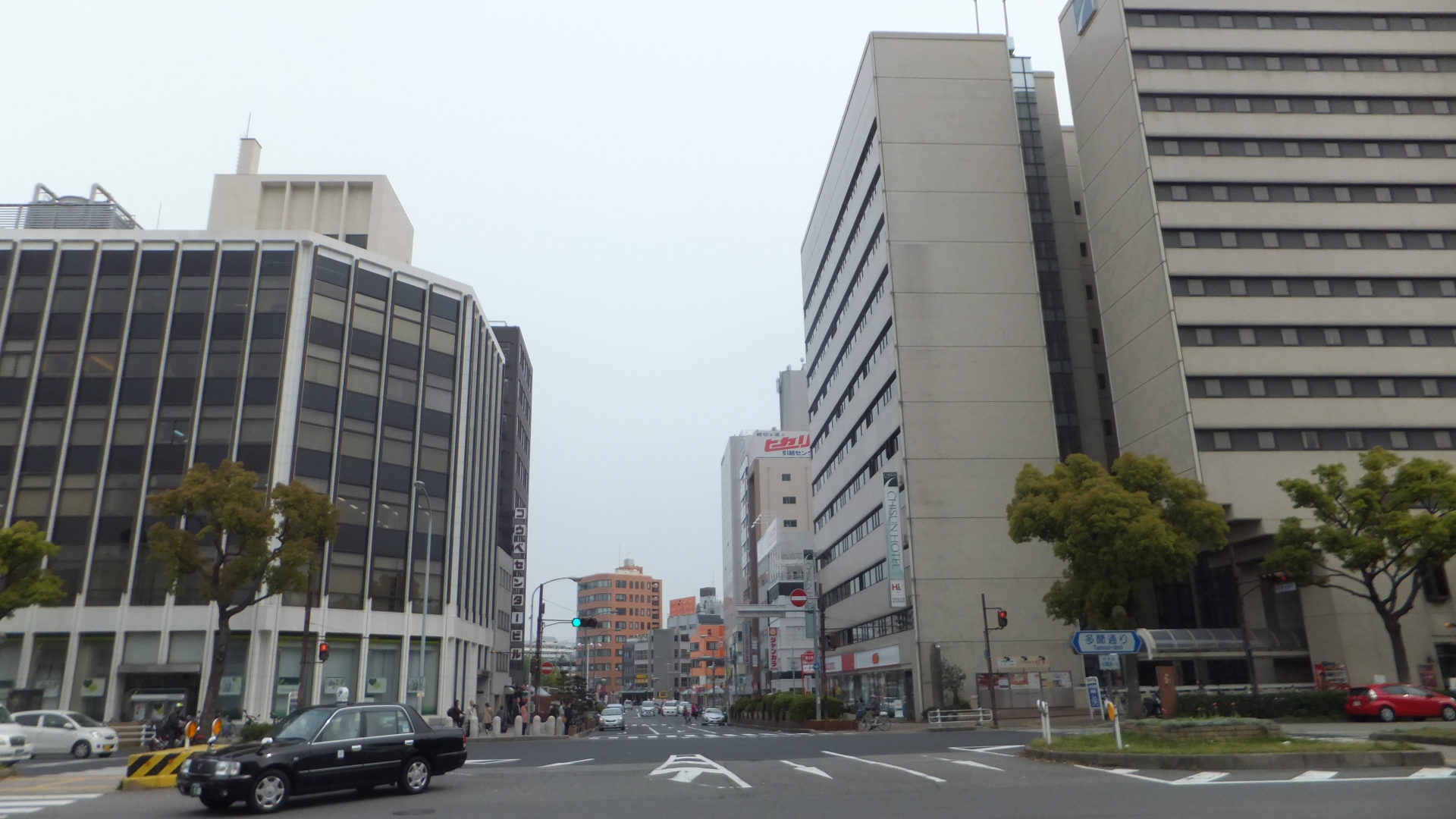
多聞通の街並み
多聞通3丁目で撮影

中央区南西部の市街地中央寄り、国道28号の北側、JR東海道本線の西に位置する。事務所ビル・商店・集合住宅・一戸建て住宅の建つ住宅・商業地域。
旧・生田区域の西端に位置する。東北は北長狭通、東は元町高架通、南西は相生町、南は中町通、西南は兵庫区西多聞通、西北は橘通と楠町に隣接し、三丁目は橘通を二丁目と三丁目の間で分断して楠町に接している。三丁目にある湊川神社には楠木正成の霊が祀られる。

## 歴史
明治5年（1872年）成立で、明治中期～昭和6年（1931年）は「兵庫」を冠した兵庫多聞通だった。はじめ兵庫津、明治5～7年は兵庫1番組、明治12年（1877年）より神戸区、明治22年（1889年）より神戸市、昭和6年（1931年）より同市湊東区、昭和20年（1945年）より同市生田区、昭和55年（1980年）より同市中央区に所属。
町名は『西摂大観』によれば当地で自刃した楠木正成の幼名が多聞丸といって、江戸時代、坂本村字多聞兵衛の上々田が正成の墳墓地として認定されたことに因むという。高厳寺の『名極禅師行状記』には、楠木正成を葬ったところに松と梅を植えて多聞兵衛と字名をつけたとある。『神戸の町名 改訂版』によれば、尼崎藩主・青山幸利が領内に正成の墓があることを知り、梅と松を植え、五輪塔を建てたとも。
鉄道敷設のために相生町・福原町などの転居先として明治4年（1871年）に兵庫と神戸の中間にある坂本村南部（仲町部）に市街地が造成され、翌年命名された。明治5・7・8年の県布達では「多門通」と記されているが、明治10年の県布達では「多聞通」となっている。
湊川神社、国鉄神戸駅、福原遊郭が近いことから、昭和初期までは市内随一の歓楽街であって、湊東区役所が置かれた場所でもある。

### 沿革
- 元禄4年（1691年）：徳川光圀が「嗚呼忠臣楠氏之墓」の碑を建てる。当時は粗末な堂に祀られていた。
- 文化年間（1804年～1818年）になって楠木正成の墓の神域を約300m2となる。
- 明治2年（1869年）：正成の墓が湊川神社となる。
- 明治5年（1872年）：坂本村の一部より成立。最初二～八丁目。
- 明治7年（1874年）：坂本村・宇治野町の各一部を編入。一丁目成立。
- 明治43年（1910年）：神戸電気鉄道（後の神戸市電）春日野道～兵庫駅前間開通。
- 大正2年（1913年）：市電兵庫線楠公前～西柳原間、平野線開通。
- 大正11年（1922年）：市電大倉山～神戸駅前間開通。
- 昭和6年（1931年）：湊東区役所設置。
- 昭和20年（1945年）：戦災にて湊東区役所焼失。兵庫区と生田区の成立に伴い七・八丁目が兵庫区西多聞通一・二丁目となる。
- 昭和43年（1968年）：神戸高速鉄道開業。
- 昭和45年（1970年）：市電廃止。
- 昭和55年（1980年）：一部が中町通二～四丁目・元町高架通・相生町一～五丁目となり、中町通一～四丁目・橘通一～四丁目・上橘通一～二丁目の各一部を編入。一～五丁目となる。

## 人口統計
- 平成17年国勢調査（2005年10月1日現在）での世帯数329、人口610、うち男性280人、女性330人[2]。
- 昭和63年（1988年）の世帯数351・人口842[3]。
- 昭和35年（1960年）の世帯数649・人口2,367[3]。
- 大正9年（1920年）の世帯数968・人口5,027[3]。
- 明治25年（1892年）の戸数1,272・人口5,336[3]。

## 施設
一丁目
- 天理教 兵庫中央分教会

二丁目
- みなと銀行神戸駅前支店

三丁目
- 湊川神社
- 神戸楠公前ビル

四丁目
- 産経新聞社神戸総局
- 救世軍神戸小隊会館